# Yong'an (socken i Kina, Heilongjiang)
Yong'an (kinesiska: 永安, 永安乡) är en socken i Kina. Den ligger i provinsen Heilongjiang, i den nordöstra delen av landet, omkring 370 kilometer öster om provinshuvudstaden Harbin. Antalet invånare är 25 765. Befolkningen består av 12 656 kvinnor och 13 109 män. Barn under 15 år utgör 13,0 %, vuxna 15-64 år 78 %, och äldre över 65 år 7,0 %.
Genomsnittlig årsnederbörd är 815 millimeter. Den regnigaste månaden är juli, med i genomsnitt 186 mm nederbörd, och den torraste är januari, med 5 mm nederbörd.